# Орден «Айбын»
О́рден «Айбын» (каз. Айбын ордені, рус. Орден Доблести) — военный орден Республики Казахстан.
Орденом Доблести награждаются военнослужащие Вооружённых сил, других войск и воинских формирований, а также сотрудники органов прокуратуры, национальной безопасности, внутренних дел и уголовно-исполнительной системы Министерства юстиции Республики Казахстан:
- за успехи, достигнутые в боевой подготовке, поддержании высокой боевой готовности войск и освоении новой военной техники, обеспечении законности и общественного порядка;
- за отвагу и самоотверженность, проявленные при исполнении воинского и служебного долга, а также за подвиги, совершенные при защите интересов государства.

## История
Орден «Айбын» был учреждён Законом от 12 декабря 1995 года за № 2676 «О государственных наградах Республики Казахстан» в двух степенях, однако Законом Республики Казахстан от 26 июля 1999 года за № 462-1 была добавлена ещё одна, старшая, степень, а в облик ордена были внесены изменения.

## Степени
Первоначально орден имел две степени, но в ходе орденской реформы была добавлена ещё одна старшая степень.
Орден Доблести состоит из трёх степеней:
- Орден «Айбын» I степени;
- Орден «Айбын» II степени;
- Орден «Айбын» III степени.

Орденами «Айбын» I и II степени награждаются лица младшего и старшего офицерского составов.
Высшей степенью ордена является I степень. Награждение производится последовательно: II степенью и I степенью.
Орденом «Айбын» III степени награждаются солдаты, матросы, сержанты, старшины, прапорщики и мичманы.

## Описание

### Тип 1
Орден изготовляется из серебра, форма — восьмиконечная звезда на основе круга, расстояние между противоположными вершинами звёзд — 45 мм.
В центре ордена расположен щит с символами оружия. В нижней части на вишневом фоне название ордена «АЙБЫН».
Орден имеет две степени: первая степень покрывается золотом с общим фоном из горячей эмали тёмно-синего цвета, а вторая — с лицевой стороны из тонированного серебра и общим фоном из горячей эмали бирюзового цвета.
Знак при помощи ушка и кольца соединяется с колодкой пятиугольной формы из латуни. Высота колодки — 36,5 мм, ширина — 38 мм с рамкой в верхней и нижней частях.
Колодка обтягивается муаровой лентой красного цвета с желтыми полосами.

### Тип 2
Знак ордена первой степени представляет собой стилизованную пятиконечную звезду, лучи которой покрыты красной эмалью и поверх которых наложены золотые наконечники копий. Между лучами звезды серебряные штраллы. В центре знака круглый медальон, визуально разделённый треугольником на три части: в центральной части на белой эмали закреплён бриллиантовый камень, ниже которого золотая надпись «АЙБЫН»; в боковых частях на синей эмали золотые рукоятки мечей.
Знаки ордена второй степени представляет собой восьмиконечную звезду с двугранными лучами и декоративным бортиком. В центре знака круглый медальон заполненный красной эмалью: в центре изображён круглый щит за которым две перекрещенные сабли, ниже декоративный элемент с орнаментом в который вписана лента синей эмали с надписью «АЙБЫН». Все элементы не покрытые эмалью позолочены.
Знак ордена третьей степени аналогичен второй, но элементы не покрытые эмалью оксидированы серебром.
Знаки ордена при помощи декоративного кольца подвешиваются к шестиугольной колодке обтянутой орденской лентой.
Лента ордена муаровая, красного цвета, с тремя синими полосками в центре.

## Орденская монета
В 2008 году на Казахстанском монетном дворе была отчеканена памятная монета с изображением знака ордена «Айбын» I степени.

## Галерея
- Знак ордена I степени (Тип 1)
- Миниатюры ордена I, II и III степеней
- Монета номиналом 50 тенге с изображением знака ордена I степени